# Битка код Кјерија
Битка код Кјерија је била битка током Рата за шпанско наслеђе. Вођена је 1. септембра 1701. између Француске и Аустрије.
Принц Еуген Савојски водио је царску војску из Тирола у Северну Италију. Прешао је територију Венеције која је била неутрална и потукао француску војску код Каприја којом је командовао Никола Катина. Катину је заменио Франсоа де Нефвил, војвода од Вилроа. Када су Еугенове снаге отишле у Ломбардију напао их је Вилроа код Кјерија 1. септембра 1701. Аустријске трупе заузеле су јаке положаје. Након два сата крваве борбе Французи су се повукли. Француска је изгубила 3000 људи а Аустријанци 150.